# Wuli (socken i Kina, Guizhou)
Wuli (kinesiska: 五里, 五里布依族苗族乡) är en socken i Kina. Den ligger i provinsen Guizhou, i den sydvästra delen av landet, omkring 76 kilometer väster om provinshuvudstaden Guiyang.